# Nina Arueira
Maria da Conceição Arueira, melhor conhecida como Nina Arueira  (Campos dos Goytacazes, 7 de janeiro de 1916 – Rio de Janeiro, 18 de março de 1935) foi uma escritora, jornalista, líder sindical e poetisa brasileira.

## Biografia

### Infância
Filha de Lino Arueira e de sua esposa, Maria Magdalena Rocha e Silva, desde a infância demonstrou qualidades invulgares. A sua avó chamava-a de "Pequenina", e os familiares apenas de "Nina", pseudônimo que viria a adotar na adolescência.
Aos cinco anos de idade já teria lido um livro de Victor Hugo e ditava pequenas poesias que o seu pai anotava e que, mais tarde, seriam selecionadas e publicadas no periódico "Rindo", sob o pseudônimo de "Princesa de Vera Cruz".
No dia 15 de julho de 1924, então com oito anos de idade, foi escolhida para, numa grande comemoração cívica municipal, receber o primeiro bispo da cidade de Campos dos Goytacazes, D. Henrique César Fernandes Mourão.

### Adolescência
Em 1928, então com doze anos de idade, perdeu o pai, passando a auxiliar a mãe no pequeno comércio da família. Este é um momento de grande amadurecimento da jovem e as observações que ali faz acerca da sociedade, das relações trabalhistas e da hipocrisia reinante na mesma, se refletirão nos seus futuros texto e poesias.
Aos quinze anos, ingressa no Liceu de Humanidades de Campos, onde a sua fama de articulista e crítica se difunde. Realizou conferências no teatro da cidade, nas quais criticou instituições como a Igreja Católica, o capitalismo e outras. É deste período o seu manifesto "À Mocidade de Minha Terra". Por suas ideias, enfrentou críticas e perseguições por parte de outros jornalistas e pessoas da cidade.
Abandonou o liceu por estar insatisfeita com a metodologia educacional ali utilizada.

### A militância na UJC
Nos dias difíceis no início da década de 1930 no Brasil, e em meio às preocupações familiares, filia-se à União da Juventude Comunista, juntamente com seus dois amigos do jornal estundantil. Inicia-se para a jovem um período de lutas: cansado dos debates escritos, vai para a porta das fábricas, onde organiza comícios e funda sindicatos.
Ainda neste período, passa a frequentar a Sociedade Teosófica como que a buscar a religiosidade que lhe faltava no movimento do operariado, e apaixona-se por Clóvis Tavares, o companheiro de todos os momentos.
Em 1 de maio de 1934, durante o grande comício na Praça do Santíssimo Salvador em Campos, o casal foi convidado a discursar para os trabalhadores. Durante a fala de Clóvis, alguém na multidão ateou fogo à bandeira nacional, fato encarado pela polícia presente como uma afronta ao Governo. Na repressão resultante, Clóvis foi detido e Nina escapou.
Durante o período em que Clóvis ficou detido, continuaram a se corresponder, mas Nina afastou-se da militância política e começou a dedicar-se a questões transcendentais. Neste período, foi de grande valia a amizade do Sr. Virgílio de Paula, que Nina chamava carinhosamente de "vovô Virgílio". Profundamente deprimida, a jovem contraiu tifo, transferindo-se para a residência de Virgílio de Paula, para melhor ser cuidada. Ali continuou a escrever e debater com uma lucidez que espantava os poucos que tinham a coragem de ir visitá-la, vindo a falecer.

## O espírito Nina
Profundamente abalado pela morte da noiva, Clóvis Tavares recebeu a notícia que o espírito de Nina havia se comunicado numa sociedade espírita. Esse fato deu novo alento à vida de Clóvis que, a partir de então, torna-se adepto da doutrina espírita e, pouco depois, em outubro de 1935, funda um educandário inspirado numa escola do plano espiritual fundada pelo espírito Nina.
Entre os médiuns que psicografaram as mensagens do espírito Nina, que nortearão os trabalhos de Clóvis, destaca-se Francisco Cândido Xavier. Desde então foram fundadas casas espíritas e grupos assistenciais com o nome de Nina Arueira.
Mais recentemente, o espírito Nina, pela psicografia de Alceu da Costa Filho, ditou o romance espírita "O diário de Sofia".